# Nutjak
Nutjak (także Nutiak, Nućak, Noćak) – średniowieczna twierdza w Chorwacji. Jest położona w przełomie rzeki Cetiny, w pobliżu Trilja.

## Historia
Została zbudowana w XV wieku w celu obrony przed najazdami osmańskimi. W latach 1499, 1502 i 1504 ówczesny właściciel twierdzy Žarko Dražojević oferował jej kupno Republice Weneckiej. 
Pomiędzy 1508 a 1513 rokiem została zdobyta przez Osmanów, którzy władali nią do marca 1685 roku. W 1688 roku opis twierdzy wraz ze szkicem sporządził wenecki kartograf Vincenzo Maria Coronelli. Wraz z utratą miasta Imotski przez Osmanów twierdza straciła znaczenie obronne.